# Aage Birch
Aage Birch (* 23. September 1926 in Søllerød, Dänemark; † 13. Februar 2017 ebenda) war ein erfolgreicher dänischer Segler und Bootsbauer, der sein Land dreimal in der Drachen-Klasse bei Olympischen Spielen vertrat.
Aage Birch wuchs beim Furesee (dän.: Furesøen) auf und war als Kind Mitglied im Yachtclub Furesøen. Hier lernte er 1940 die Kiel-Bootsklasse Drachen kennen und blieb ihr sein seglerisches Leben lang treu. Der Drachen war von 1948 bis 1972 olympische Bootsklasse.

## Teilnahmen an Olympischen Spielen
- 1952 nahm Aage Birch zum ersten Mal an den Olympischen Spielen in Helsinki teil zusammen mit seinem Landsmann William Berntsen. Skipper und Steuermann war Ole Berntsen. Gemeinsam erreichten sie den fünften Gesamtplatz.

- 1960 startete er als Skipper und Steuermann bei den Olympischen Spielen in Rom in der Drachen-Bootsklasse (Austragungsort: Neapel). Aage Birch erreichte gemeinsam mit seinen Vorschotern Paul Lindemark Jørgensen und Niels Markussen den sechsten Platz.[2]

- 1968 nahm Birch zum dritten Mal an den Olympischen Spielen im Segeln in der Drachen-Klasse vor Acapulco teil. Er gewann als Skipper gemeinsam mit seiner Besatzung Paul Lindemark Jørgensen und Niels Markussen die Silbermedaille.[3]

## Drachen Gold Cup
Aage Birch beherrschte souverän den prestigeträchtigen Drachen Gold Cup in der Zeit von 1963 bis 1972. Er stellte in dieser Periode den bislang ungeschlagenen Rekord von sieben Gold Cup Siegen auf.

## Aktivitäten nach der sportlichen Karriere
Nach dem Ende seiner aktiven Segelkarriere war Aage Birch weiter im Sport engagiert. Er erkannte, dass die Segler finanziell besser unterstützt werden müssten. Zusammen mit Paul Lindemark gründete er eine Initiative, die Regattasegler förderte, indem von jeder Startgebühr eines Seglers zu einer Regatta fünf Kronen einbehalten wurden und in die Elite-Segler-Förderung investiert wurden. Das Geld war gut angelegt, denn Dänemark gewann die Gold-Medaille im Soling 1976 und  1980 durch Poul Høj Jensen und die  Silber-Medaille 1980 im Tornado durch Peter Due.
Er übernahm auch als Coach die Leitung der dänischen Segelnationalmannschaft zu den olympischen Segelwettbewerben 1980 und 1984. Insbesondere hatte er eine ungewöhnliche Begabung, die Einstellungen und den Trimm der Gegner zu analysieren und daraus einen Vorteil für seine Mannschaft zu generieren.
Diese analytischen Fähigkeiten bewahrte er sich lebenslang. Deshalb schickte ihn die Dansk Sejlunion im Alter von 90 Jahren zu den Olympischen Spielen 2016 in Rio de Janeiro mit dem Auftrag, die Tricks der souveränen neuseeländischen Goldmedaillengewinner im 49er Peter Burling und Blair Tuke für die dänische Mannschaft abzuschauen.
Aage Birch war in seinem zivilen Leben Bootsbauer mit dem Segelsport als Dreh- und Angelpunkt. Er war lebenslang eng mit Paul Elvstrøm befreundet, die beide Mitglied im Hellerup Sejlklub in Gentofte, einem Vorort von Kopenhagen waren.
Birch lebte lange Jahre in England und in der Schweiz, kehrte dann aber nach Dänemark zurück und wohnte während seiner letzten Lebensjahre in Nordsjælland.